# Bernabé Martínez
Bernabé Nicolás Martínez fue un militar nacido en Chile y naturalizado argentino que sirvió en los ejércitos de ambos países a lo largo de la segunda mitad del siglo XIX participando de la Guerra del Paraguay, la Guerra hispano-sudamericana y en los principales episodios de las Guerras civiles argentinas.

## Biografía
Hijo de argentinos emigrados durante el gobierno de Juan Manuel de Rosas, Bernabé Martínez nació en la ciudad de Santiago de Chile el 11 de junio de 1833.
Tras la caída de Rosas en 1852 llegó con su familia a Argentina.
Ingresó en el ejército sirviendo en el Batallón N.º 1 de Santa Fe, en el 7.º de Línea y en el Estado Mayor de las fuerzas estacionadas en las provincias de Córdoba, San Luis y Mendoza. En 1862 se destacó en la defensa de Cruz Alta (Córdoba) atacada por un malón.
A las órdenes del general Wenceslao Paunero, el 28 de junio de 1863 participó de la victoria sobre las fuerzas del general Ángel Vicente Peñaloza en la batalla de Las Playas.
Involucrada la Argentina en la Guerra del Paraguay tras la invasión paraguaya de Corrientes, Martínez fue movilizado al frente con las tropas de Paunero. Participó de la recuperación de la ciudad de Corrientes, la batalla de Yatay y del sitio de Uruguayana hasta la rendición de Antonio de la Cruz Estigarribia el 18 de septiembre de 1865. A pocos días de iniciada la concentración aliada en Mercedes (Corrientes) (24 de octubre de 1865), tuvo noticias del inicio de la Guerra hispano-sudamericana y el 5 de noviembre solicitó y obtuvo la baja del ejército argentino para trasladarse a Chile, amenazado por la escuadra española.
Tras cruzar a toda marcha el territorio argentino y salvar la cordillera de los Andes llegó a tiempo de sumarse el 7 de febrero de 1866 a los defensores en el Combate de Abtao, siendo condecorado por su comportamiento en la acción.
Retirada la Escuadra española del Pacífico en mayo, Martínez se reintegró a las órdenes del general Paunero en el ejército argentino y con el grado de capitán participó de la lucha contra los levantamientos en el interior. 
Pasó a las órdenes del general José Miguel Arredondo y estuvo presente en las derrotas en el combate del Alto de los Loros (29 de enero de 1867) y en la batalla de Pampa del Portezuelo (31 de enero) en el Departamento General Pedernera, provincia de San Luis, a manos de Felipe Saá.
En noviembre de 1870 pasó a luchar contra la rebelión jordanista como ayudante de Arredondo, combatiendo en el combate de Gená del 14 de febrero de 1871.
En 1874 regularizó su situación obteniendo finalmente la ciudadanía argentina. Participó de la revolución de 1874. Sus biografistas lo sitúan al mando del batallón San Nicolás (según otras fuentes era Sebastián Casares), luchando con las fuerzas de Bartolomé Mitre en la batalla de La Verde el 26 de noviembre, acompañando al general Arredondo en su pronunciamiento y en la primera y segunda batalla de Santa Rosa (29 de octubre y del 7 de diciembre de 1874). La concurrencia de los hechos enunciados es inverosímil pero como fuere estuvo seriamente involucrado en las primeras filas de la lucha y derrotado el levantamiento debió emigrar a Uruguay.
En diciembre de 1877 fue reincorporado al ejército, pero el 14 de febrero de 1880 solicitó y obtuvo la baja para hallarse en libertad de sumarse a las fuerzas de la provincia de Buenos Aires en los sucesos que culminarían en la revolución de 1880.
Con el grado de coronel, otorgado por la legislatura de Buenos Aires, fue nombrado ayudante del jefe de Estado Mayor porteño, el general Juan Andrés Gelly y Obes, pero iniciada la lucha contra el ejército nacional fue puesto al frente de la 1.ª Brigada de Infantería de la Guardia Nacional de la Campaña, bajo las órdenes del coronel José Inocencio Arias, manteniendo el mando directo del Batallón 20.º de Guardia Nacional San Nicolás. Producido el repliegue tras la batalla de Olivera, Martínez luchó en la batalla de Puente Alsina durante la ofensiva del 21 de junio de 1880.
Derrotada la resistencia porteña pese a la aministía permaneció separado del servicio, pero para el 19 de diciembre de 1885 formaba en sus filas nuevamente ya que en esa fecha el presidente Julio Argentino Roca le otorgó despachos de teniente coronel efectivo.
Al siguiente año pidió nuevamente la baja y siguió a Arredondo al Uruguay en su intento de derrocar al presidente Máximo Santos, pero fracasada la revolución del Quebracho debió huir del país.
Reincorporado nuevamente al ejército argentino, permaneció en servicio hasta su retiro en 1895. Murió en la ciudad de Buenos Aires el 27 de agosto de 1899.